# Санта-Мария-делла-Скала (Сиена)
Оспедале ди Санта-Мария-делла-Скала (итал.  Ospedale di Santa Maria della Scala — приют (больница) Святой Девы Марии у лестницы) — в прошлом старейшая больница и приют для бедных, сирот и паломников в Сиене, Тоскана, центральная Италия, ныне — музейный комплекс. Здание расположено на площади Пьяцца дель Дуомо, прямо перед собором. Своё название (от итал. scala — лестница) приют получил от ступеней, ведущих к Сиенскому собору, расположенному напротив через площадь. Это название встречается с XII века и указывает на особое местоположение здания перед ступенями главной церкви. Позднее возникла легенда, согласно которой больница была основана после видения одной монахини, в котором чудесная лестница вела брошенных детей в рай.
Это была одна из старейших и крупнейших больниц в Европе, теперь она является одним из важнейших музейных и культурных центров города после масштабного проекта реставрации по проекту архитектора Гвидо Канали в 1992 году. Здесь размещён ряд коллекций, охватывающих период от античности (Национальный археологический музей в крипте бывшей церкви) до современности, чередующиеся монументальные пространства и узкие коридоры, переплетающиеся галереи и большие пространства со сводчатыми потолками. На площади в 350 000 кубических метров (из которых 13 000 квадратных метров открыты для публики) хранятся различные исторические и художественные свидетельства истории города, охватывающий период около тысячи лет. Особо выделяется знаменитый «Пеллегринайо» — важнейший цикл сиенской живописи XV века.

## История
Сиена, расположенная на Via Francigena — важнейшей дороге средневековой Европы — на протяжении веков служила местом остановки паломников, следовавших из стран Северной Европы в Рим. Вдоль дороги было построено множество небольших приютов, в которых пилигримы могли найти убежище и уход. Крупнейшим из них стала Оспедале ди Санта-Мария-делла-Скала.

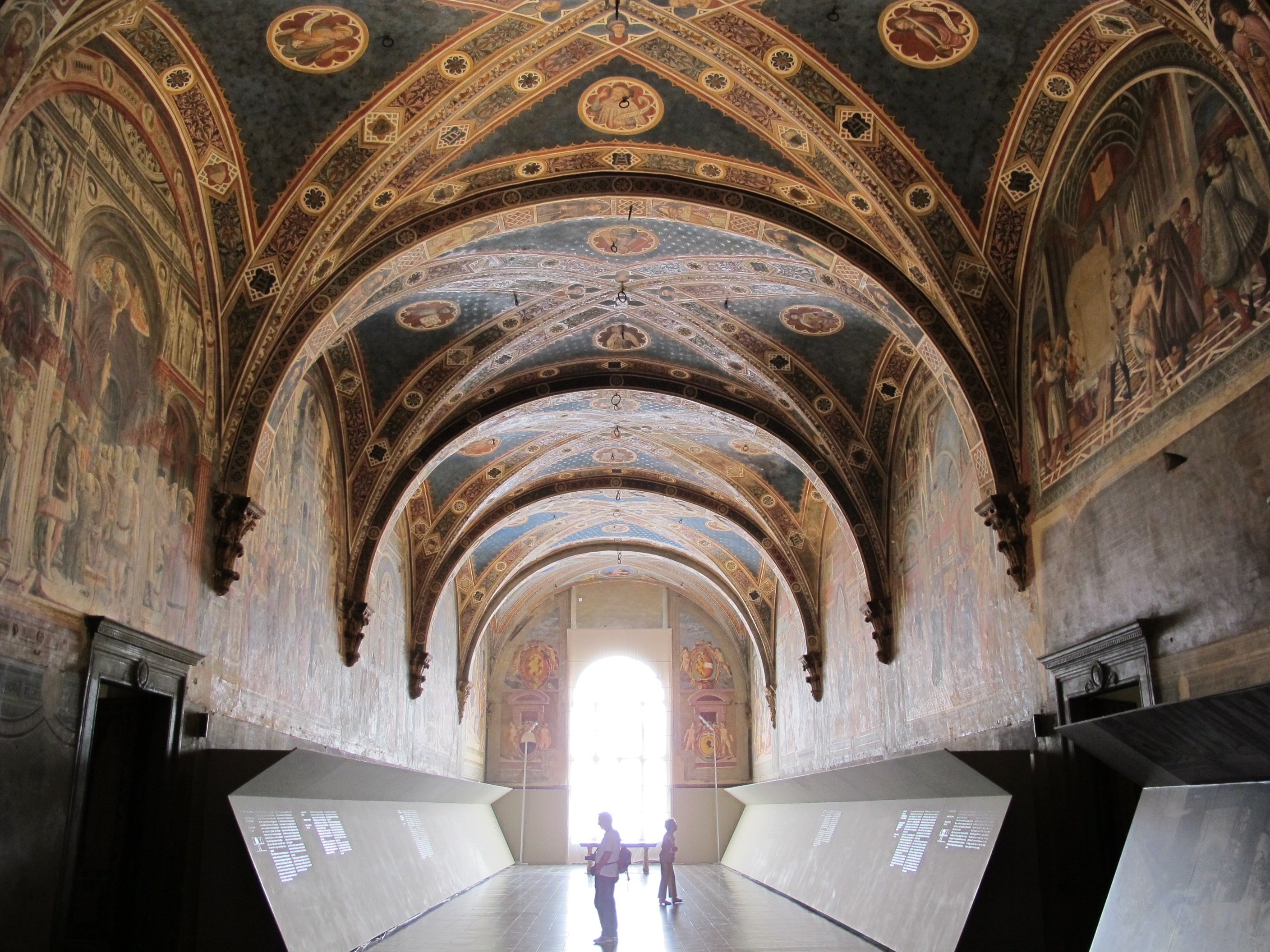
Музей Оспедале. Пеллегринайо (Зал паломников)

Согласно средневековой легенде больница была основана в 898 году сапожником по имени Сороре, однако первое упоминание о ней как о приюте для пилигримов — ксенодохии — относится к 1090 году. Первоначально Санта-Мария-делла-Скала управлялась канониками Собора и действовала как приют для паломников, странствовавших в Рим. В 1193 году буллой папы Целестина III больница была выведена из-под управления капитула и стала независимым мирским учреждением. Согласно Уставу 1305 года Оспедале ди Санта-Мария-делла-Скала являлась собственником обширных земельных владений, амбаров и нескольких больниц поменьше. Больница существовала на пожертвования состоятельных горожан и управлялась ректором, обычно богатым торговцем или банкиром. Начиная с 1405 года ректора назначал городской совет. Опыт сиенского госпиталя был использован императором Сигизмундом и миланским герцогом Франческо Сфорца для организации подобных учреждений в их владениях.
Санта-Мария-делла-Скала не только давала приют пилигримам, но также опекала престарелых, больных, бедных и сирот, в основном подкидышей, оставленных на лестнице у порога больницы. Детей отдавали кормилицам, а затем содержали до восемнадцати лет, обучая различным ремёслам. Так, в 1298 году здесь было более 300 детей, в 1618 году — 1212, а в период с 1755 по 1774 год было принято 5702 ребенка, из которых 3718 умерло. Помощь больным предоставлялась бесплатно. В штате больницы состояли аптекарь и два врача (один из них — хирург). Студенты ухаживали за больными и ассистировали при операциях. Пилигримов размещали в общежитиях — залах паломников. В 1399 году здесь было 130 коек для взрослых.
Богатые пожертвования и завещания горожан, позволили расширить первоначальные помещения и сформировать обширный комплекс зданий. Наряду с Собором и Палаццо Пубблико больница стала крупнейшим меценатом и заказчиком для сиенских художников и архитекторов. Около 1250 года была построена церковь Сантиссима Аннунциата, в 1290 году был закончен дворец ректора, а в 1298 — корпус для кормилиц. Центральная часть фасада некогда была украшена циклом фресок Симоне Мартини, Амброджо и Пьетро Лоренцетти «Жизнь Пресвятой Девы Марии» (росписи утрачены в XVIII веке). Церковь Сантиссима Аннунциата в 1466—1467 годах была расширена и перестроена.
В XIV веке к больнице пристроили два обширных зала для паломников (Il Pellegrinaio), которые в 1441—1444 годах были расписаны фресками на сюжеты, связанные с больницей. Ещё два сюжета добавлены в 1575—1580 годах.
В XVIII веке приют и больница Санта-Мария-делла-Скала были полностью секуляризованы, а в 1886 году присоединены к Сиенскому университету. Залы для паломников использовались в качестве больничных палат вплоть до 1983 года. К 1990 году комплекс прекратил работу в качестве больницы и началось преобразование помещений в музей.

## Интерьеры
Комплекс состоит из нескольких зданий. Старейшей частью и ядром комплекса является церковь Сантиссима Аннунциата (Святейшего Благовествования), возведённая в XIII веке и существенно расширенная в XV столетии. В церкви хранятся многие произведения искусства, такие как алтарная скульптура «Воскресший Христос» работы Веккьетты (1476). Это произведение сравнивают с творениями Донателло. Резной орган церкви работы Джованни ди маэстро Антонио Пиффаро (1518) отличается изысканным декором.
Старая сакристия предназначалась для хранения реликвий, самой драгоценной из которых считался гвоздь Святого Креста. Сакристия была возведена в 1440-х годах и в 1444—1449 годах расписана Векьеттой на библейские сюжеты.
Самыми важными помещениями средневековой больницы были «Пеллегринайо» (Il Pellegrinaio — Залы паломников): мужской и женский, предназначенные для размещения тех, кто обращался за помощью после тяжёлого пути. Мужской зал, строительство которого было задумано в 1328 году, стал самым знаменитым помещением Оспедале благодаря хорошо сохранившимся фрескам на потолке и стенах, написанных с 1439 по 1440 и с 1441 по 1446 год, соответственно. Изображения святых, пророков и ветхозаветных персонажей в сводах были написаны в 1439—1440 годах болонским художником Агостино ди Марсильо. Стены в 1441 по 1446 годах были расписаны сиенскими живописцами Веккьеттой, Доменико ди Бартоло и Приамо делла Кверча.

## Галерея

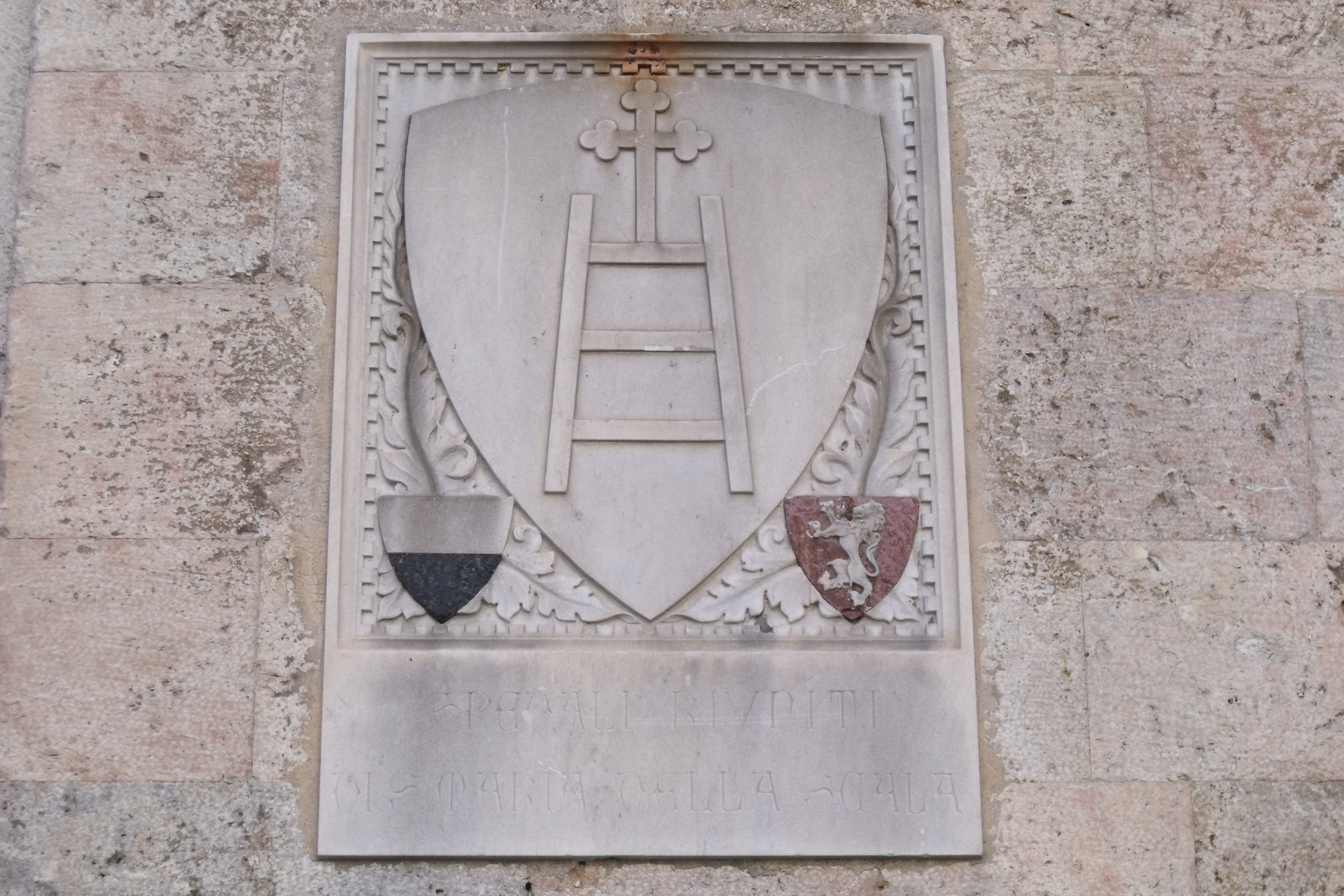
Герб Оспедале на главном портале
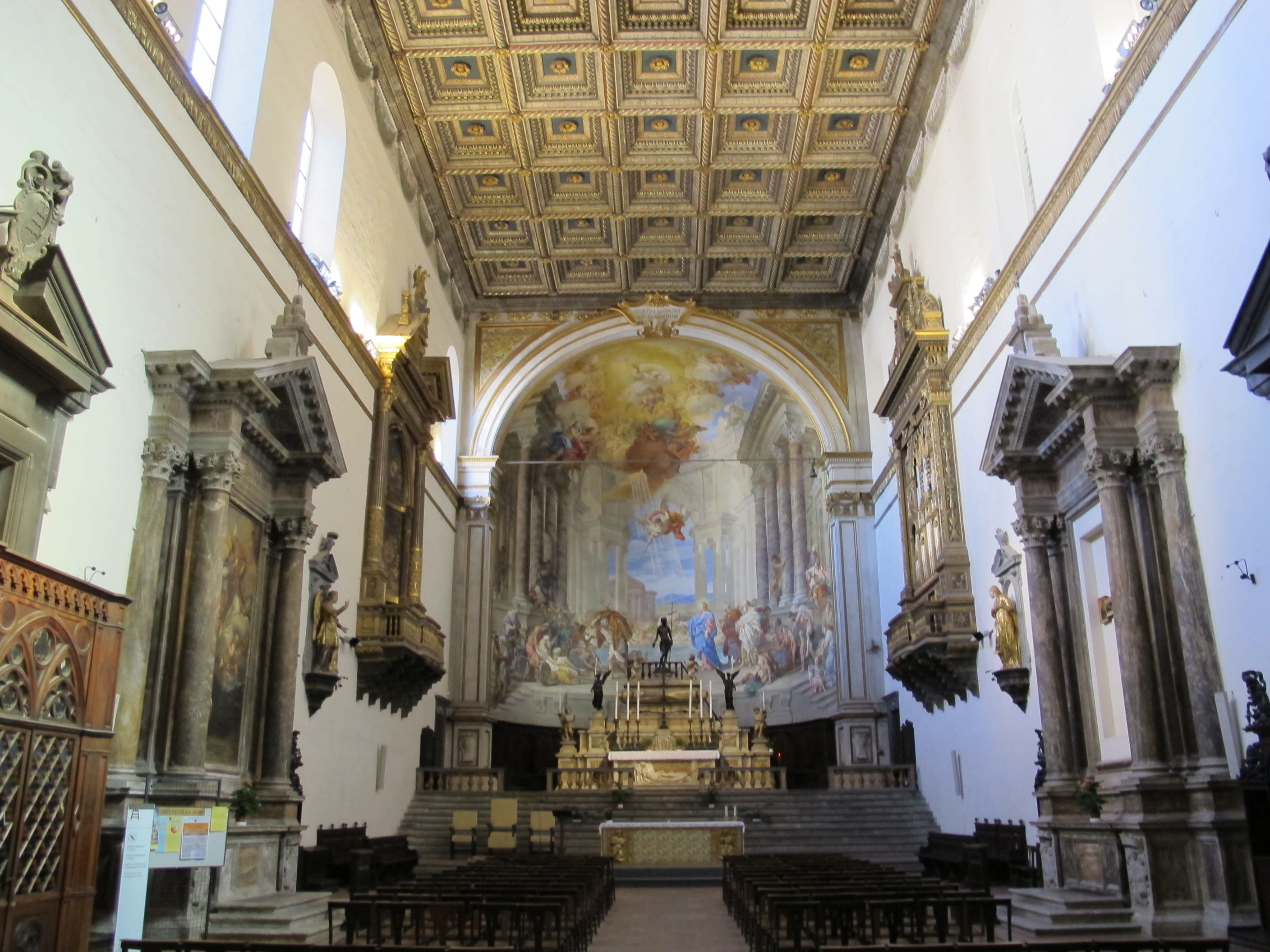
Церковь Сантиссима Аннунциата
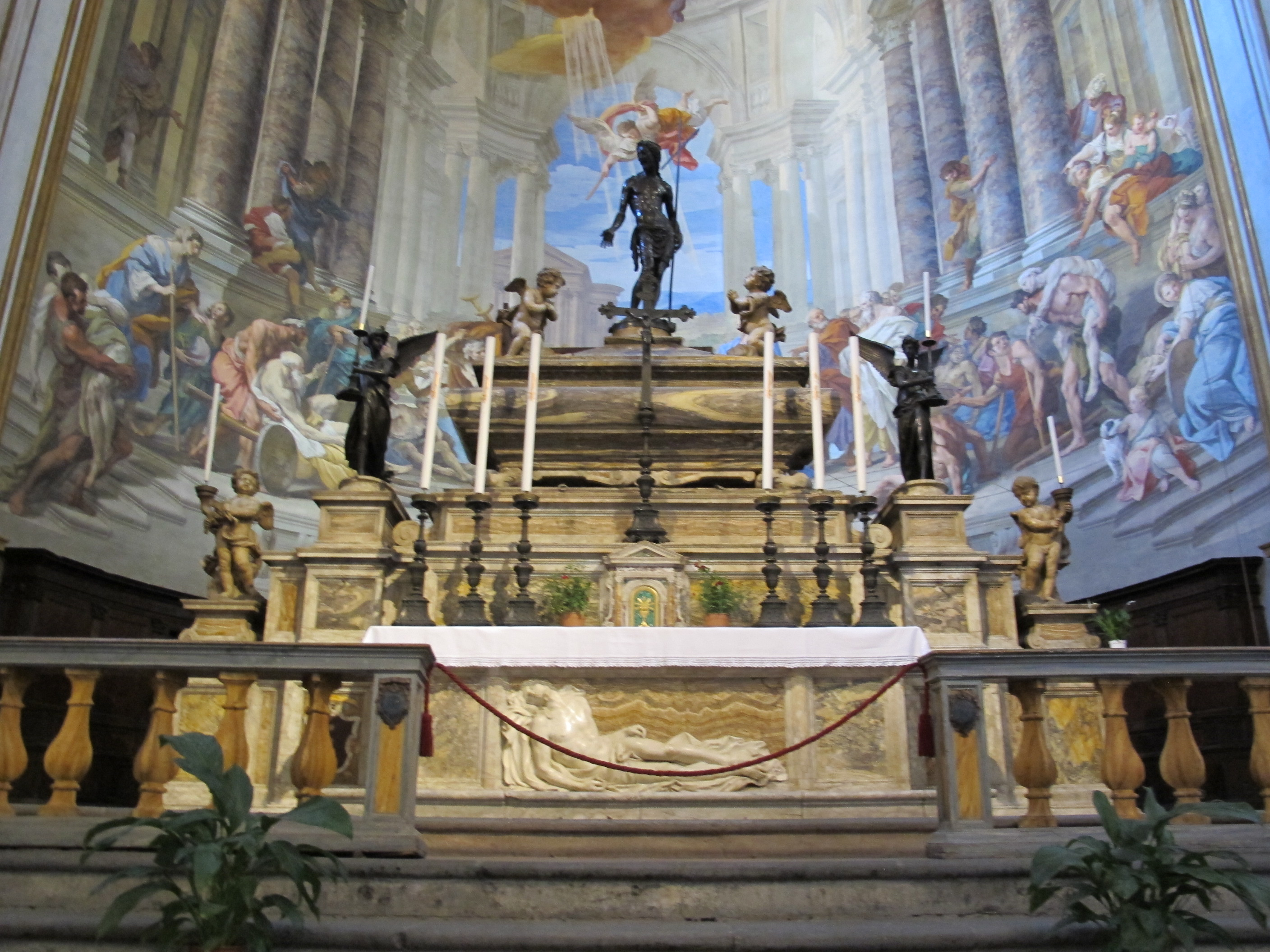
Алтарь церкви
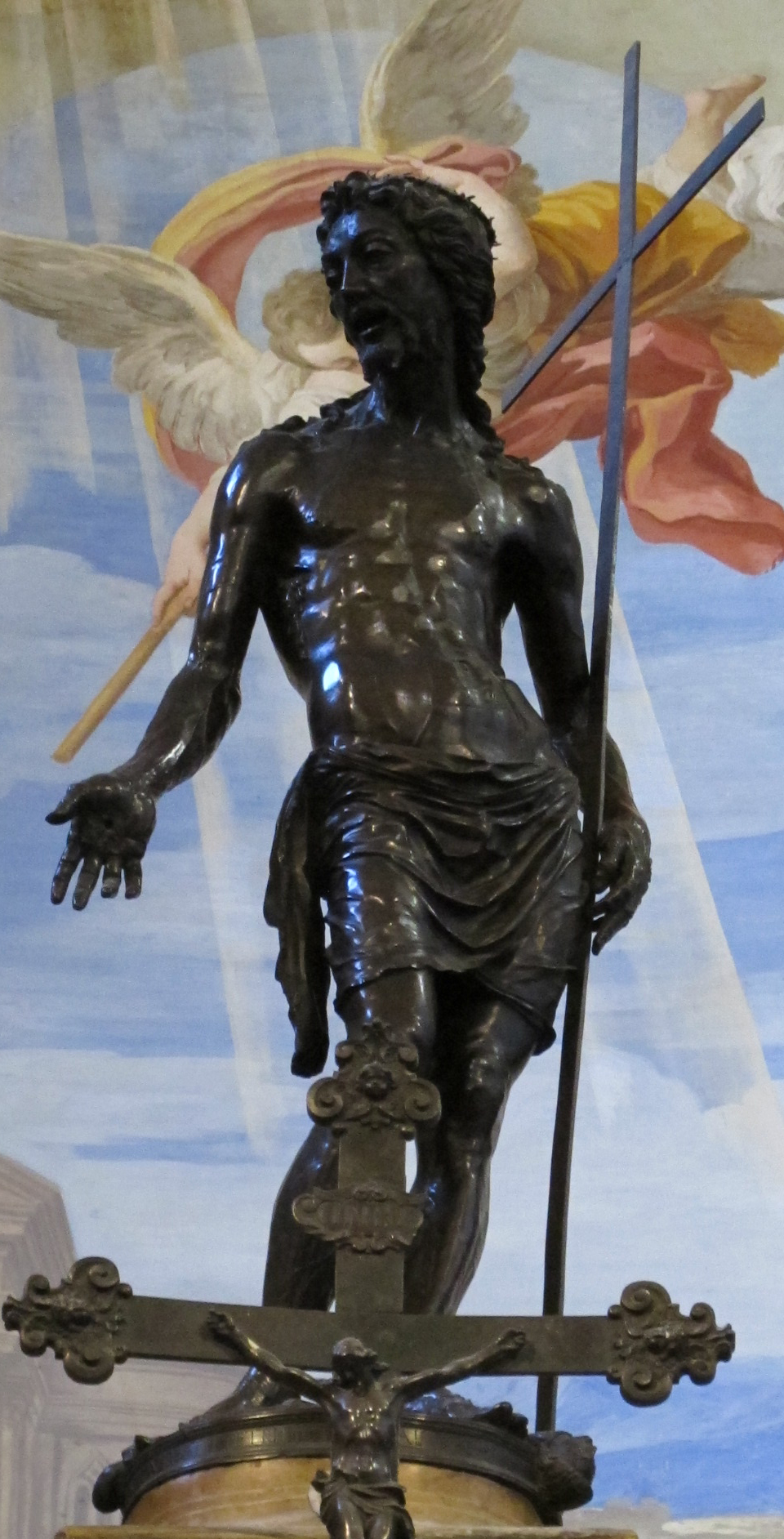
Веккьетта. Воскресший Христос. Скульптура алтаря. 1476. Бронза
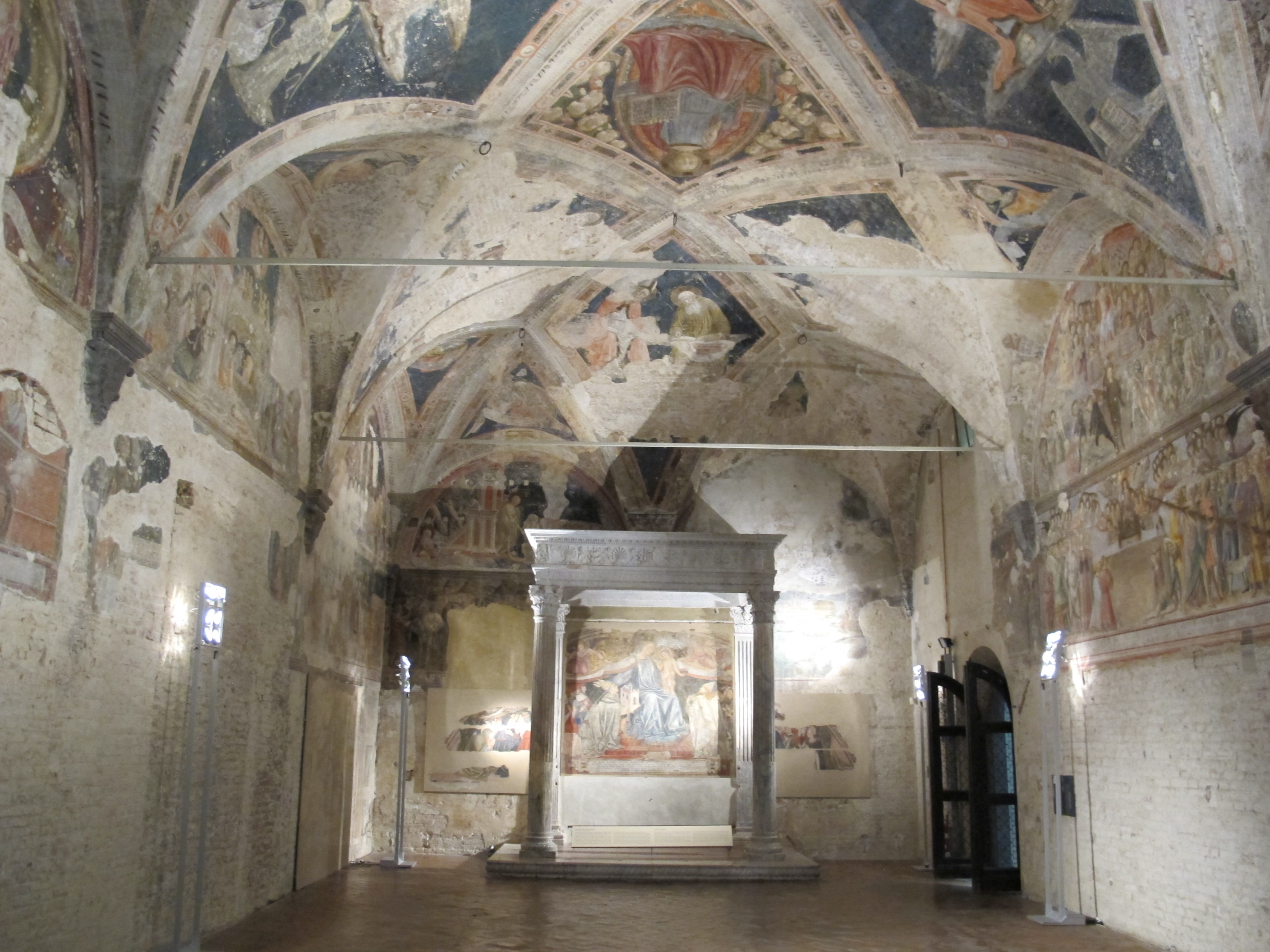
Старая сакристия
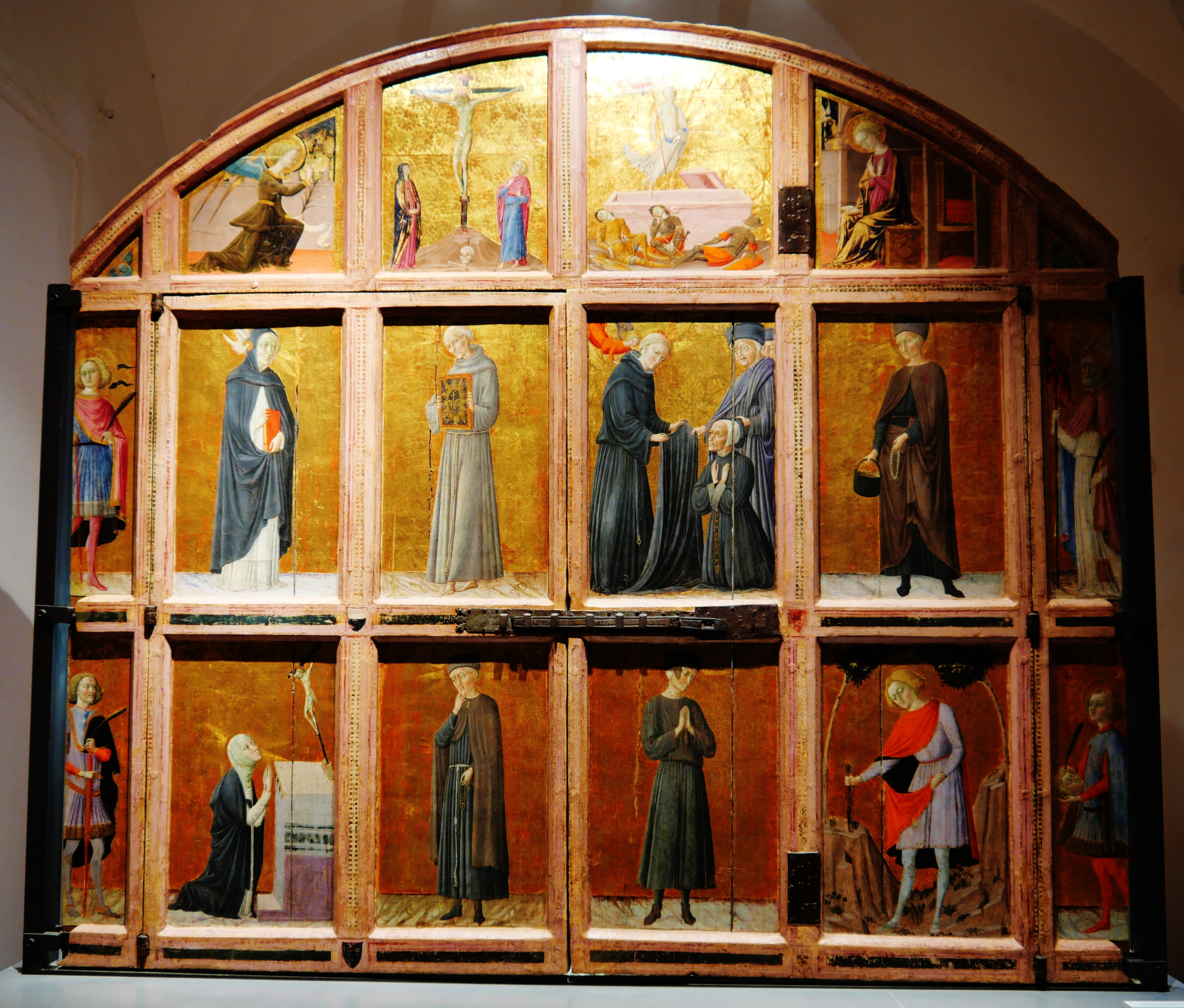
Алтарь Старой сакристии
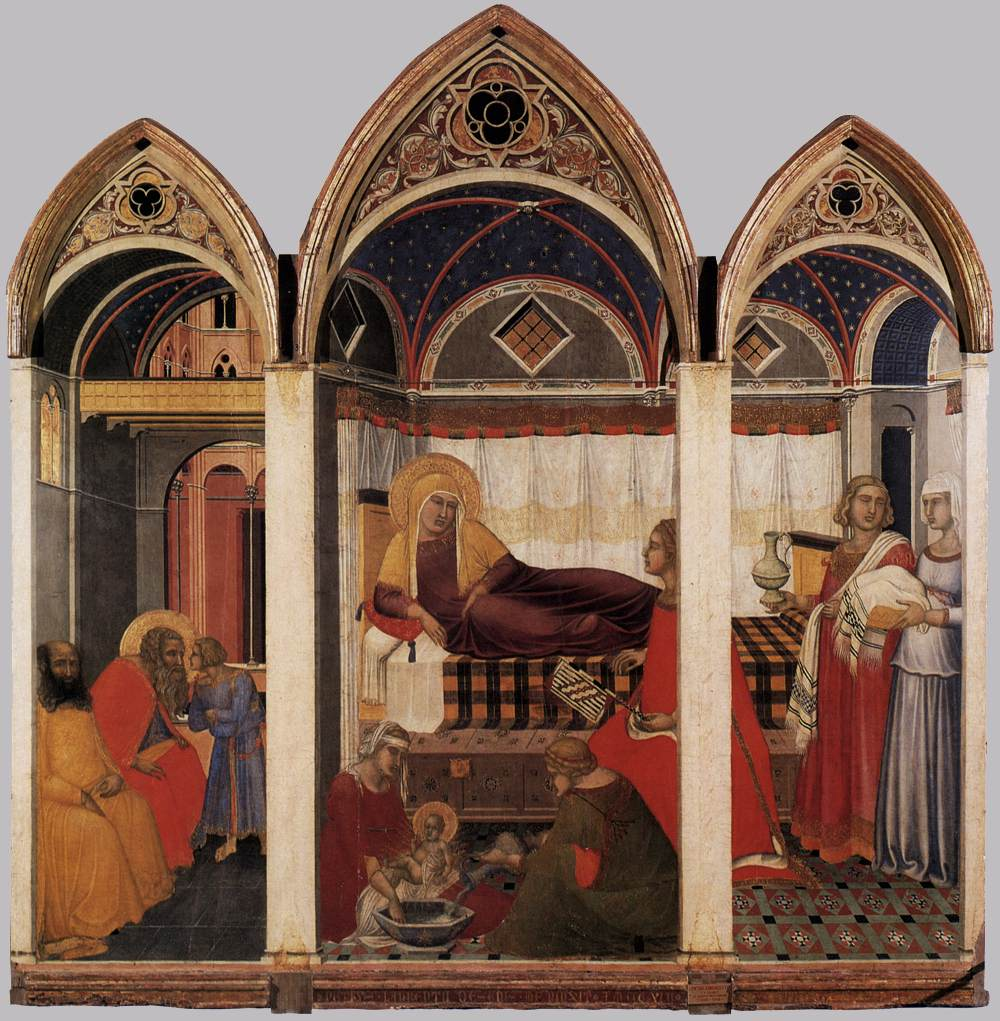
Пьетро Лоренцетти. Рождество Марии. 1342. Дерево, темпера (теперь в Музее произведений искусства Собора)
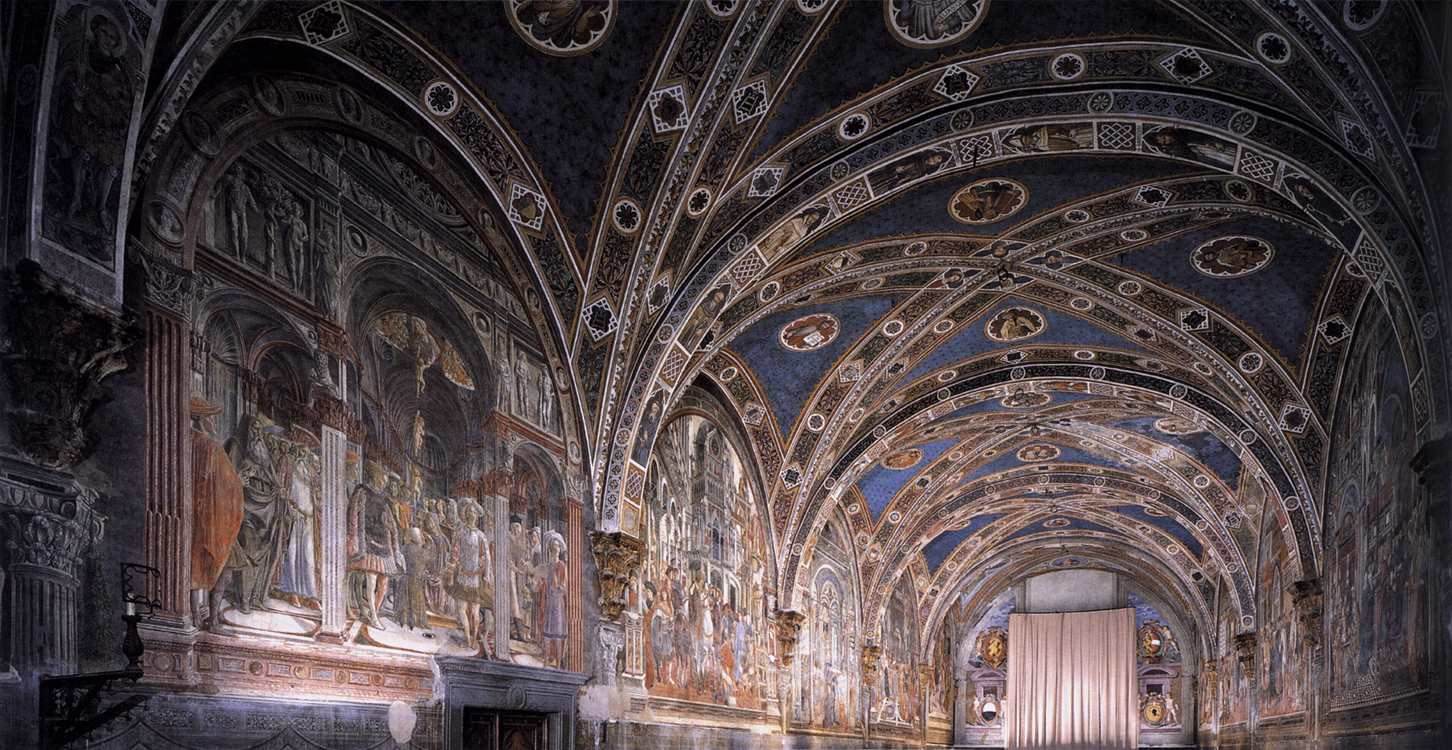
Пеллегринайо (Помещение для паломников). Общий вид фресок. 1440-е
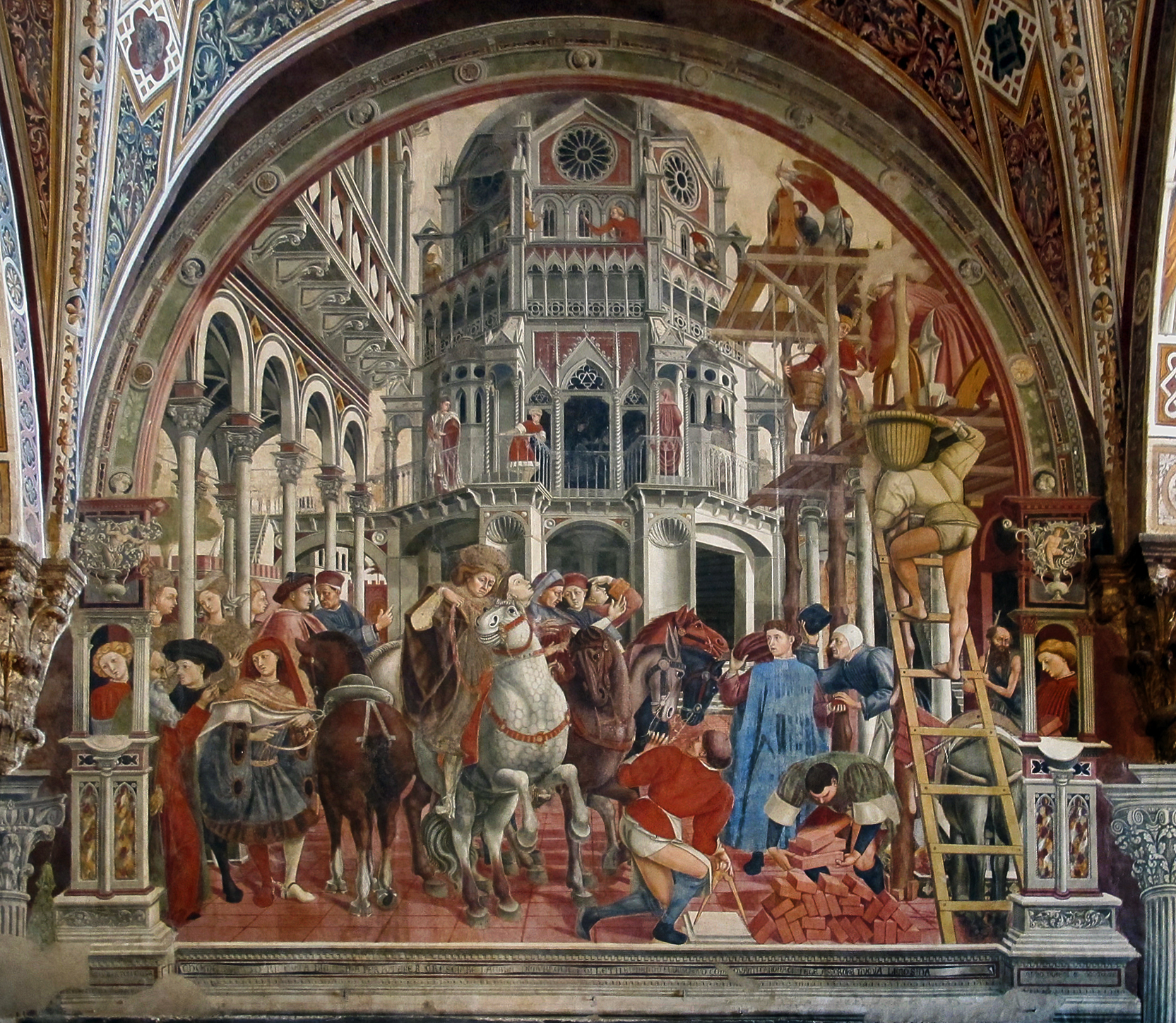
Доменико ди Бартоло. расширение стен больницы. 1442—1443
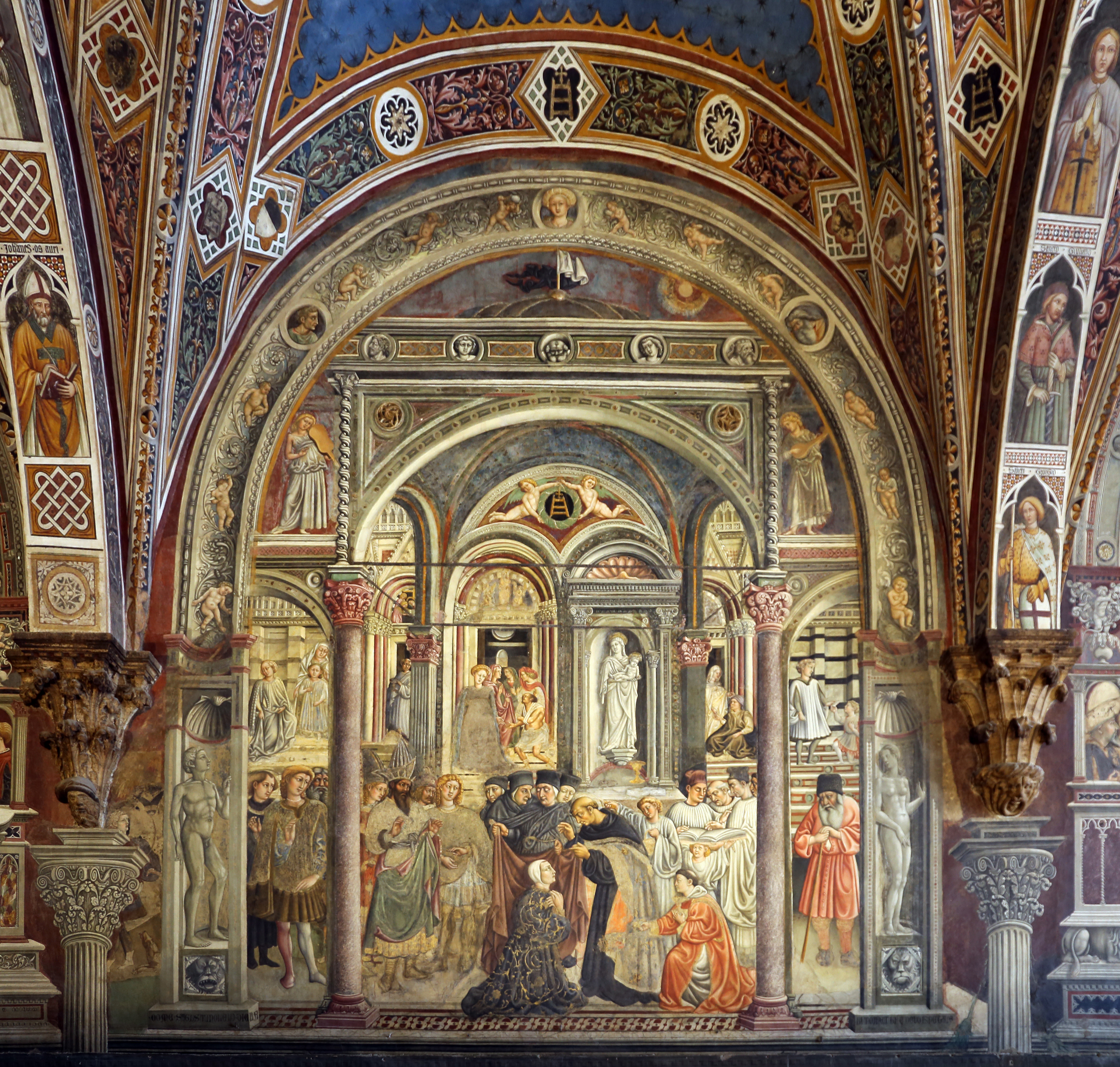
Приамо делла Кверча. Инвеститура ректора (Блаженный Августин Новелло вручает рясу настоятелю). 1442
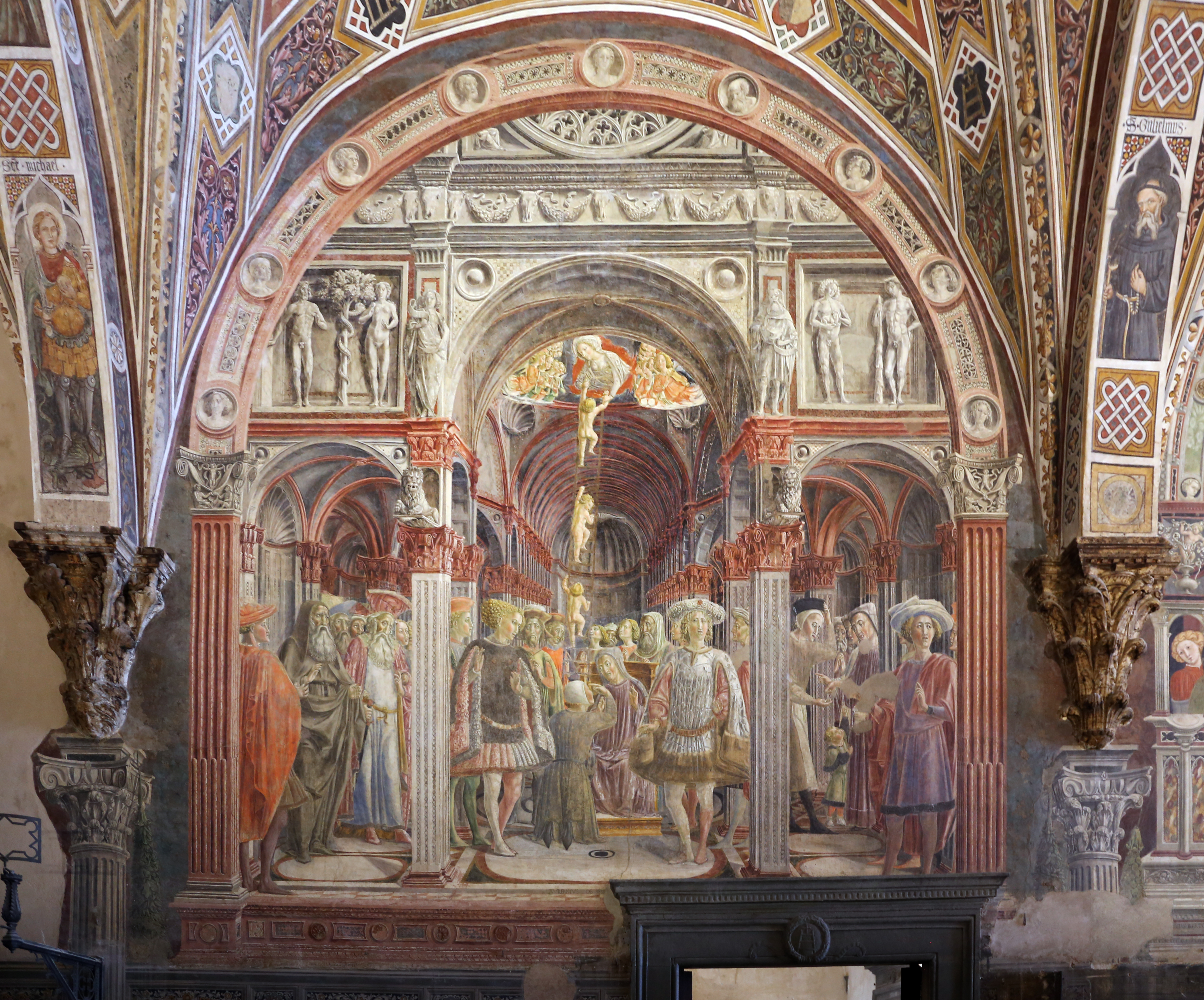
Лоренцо Векьетта. История Блаженного Сороре. 1441
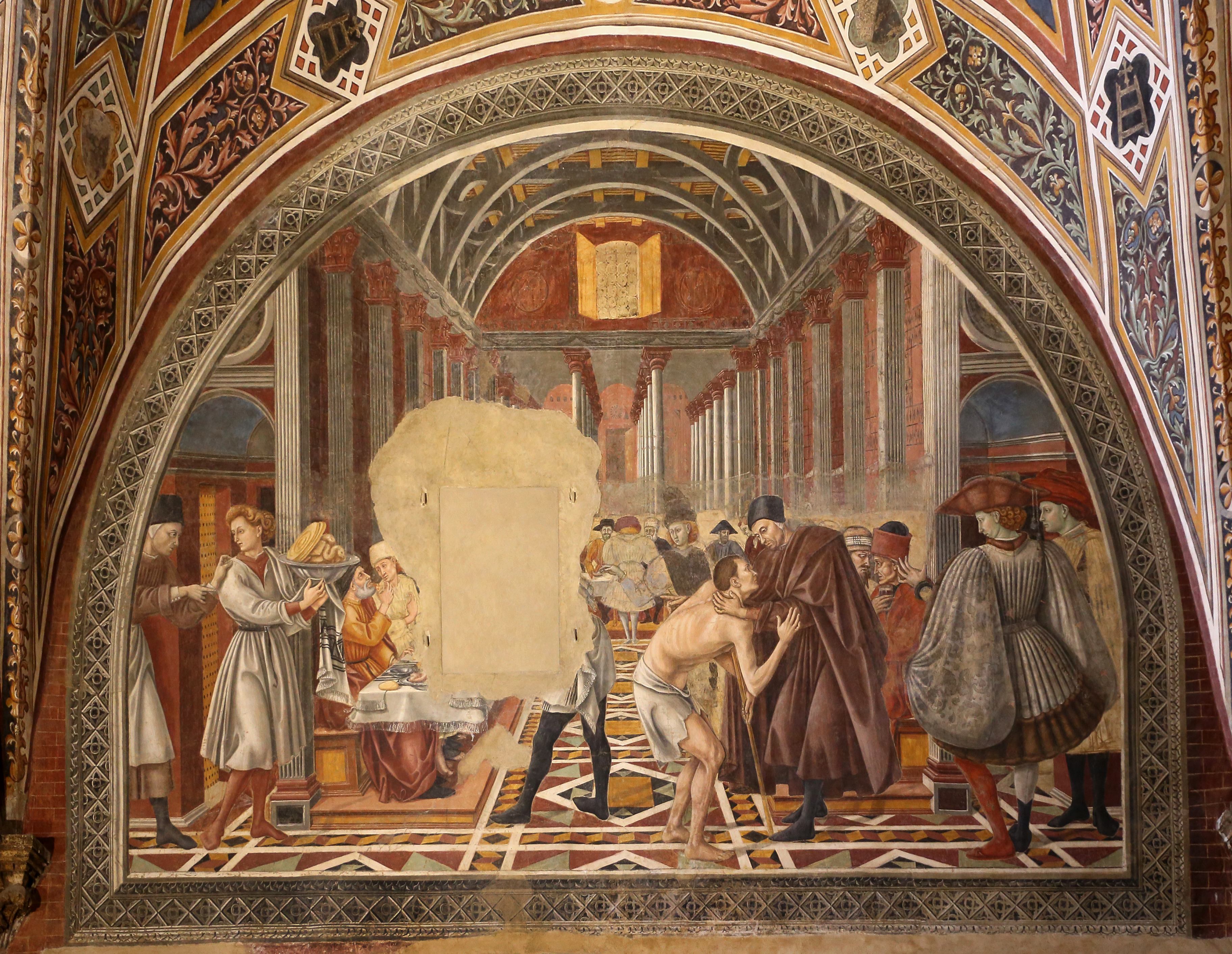
Доменико ди Бартоло. Обед для бедных. 1443-1444
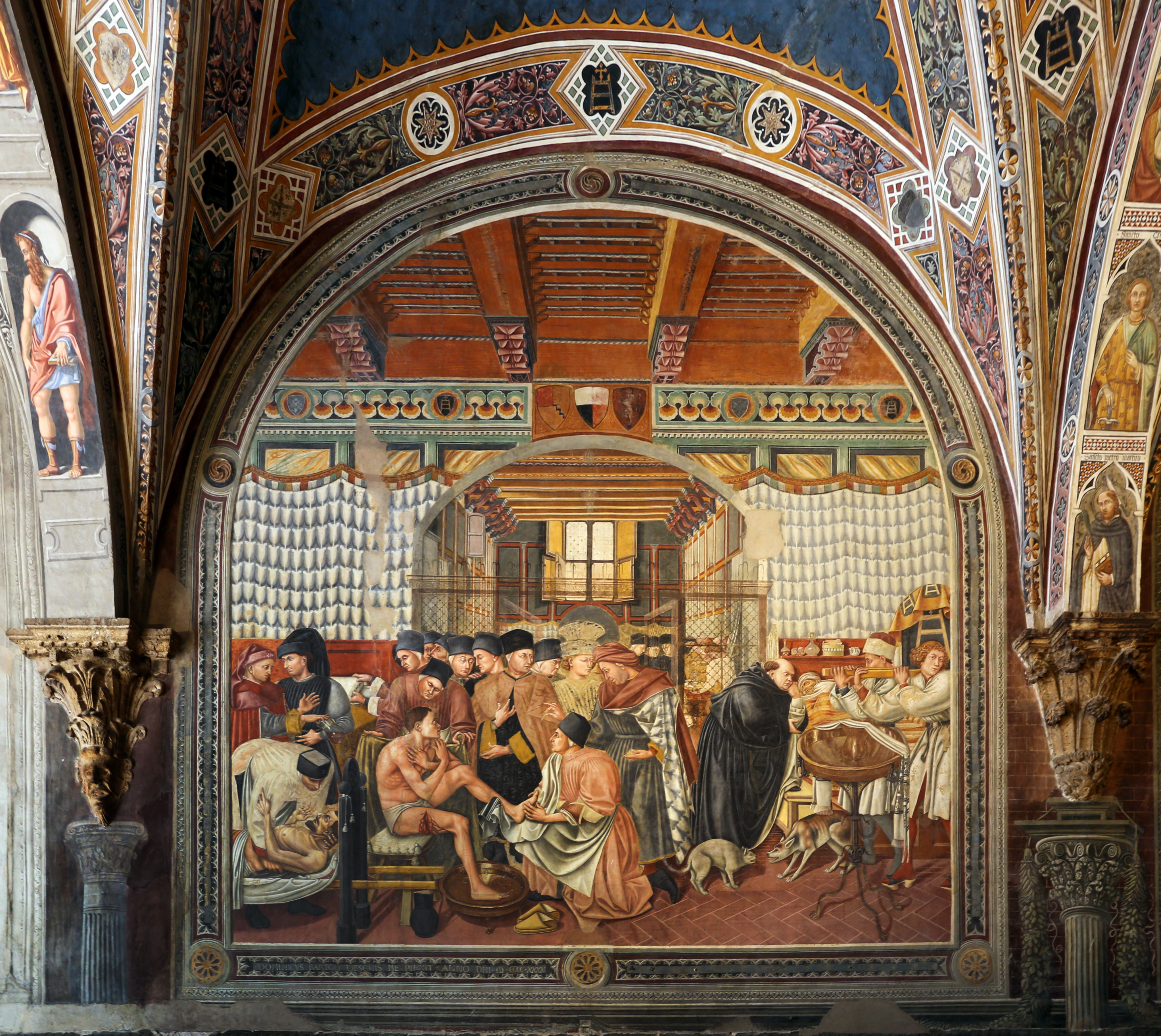
Доменико ди Бартоло. Уход за больными. 1440—1441
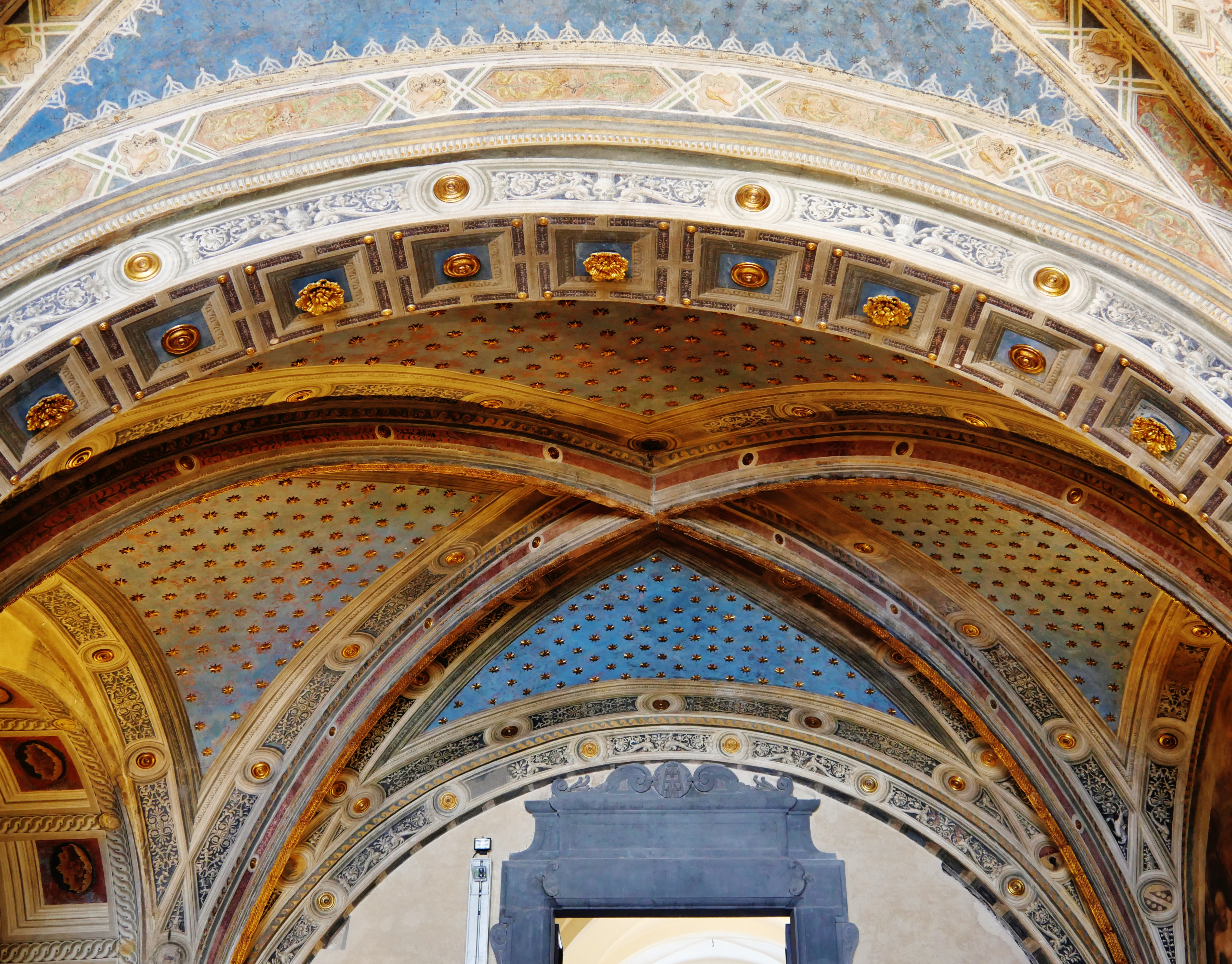
Роспись свода Пеллегринайо
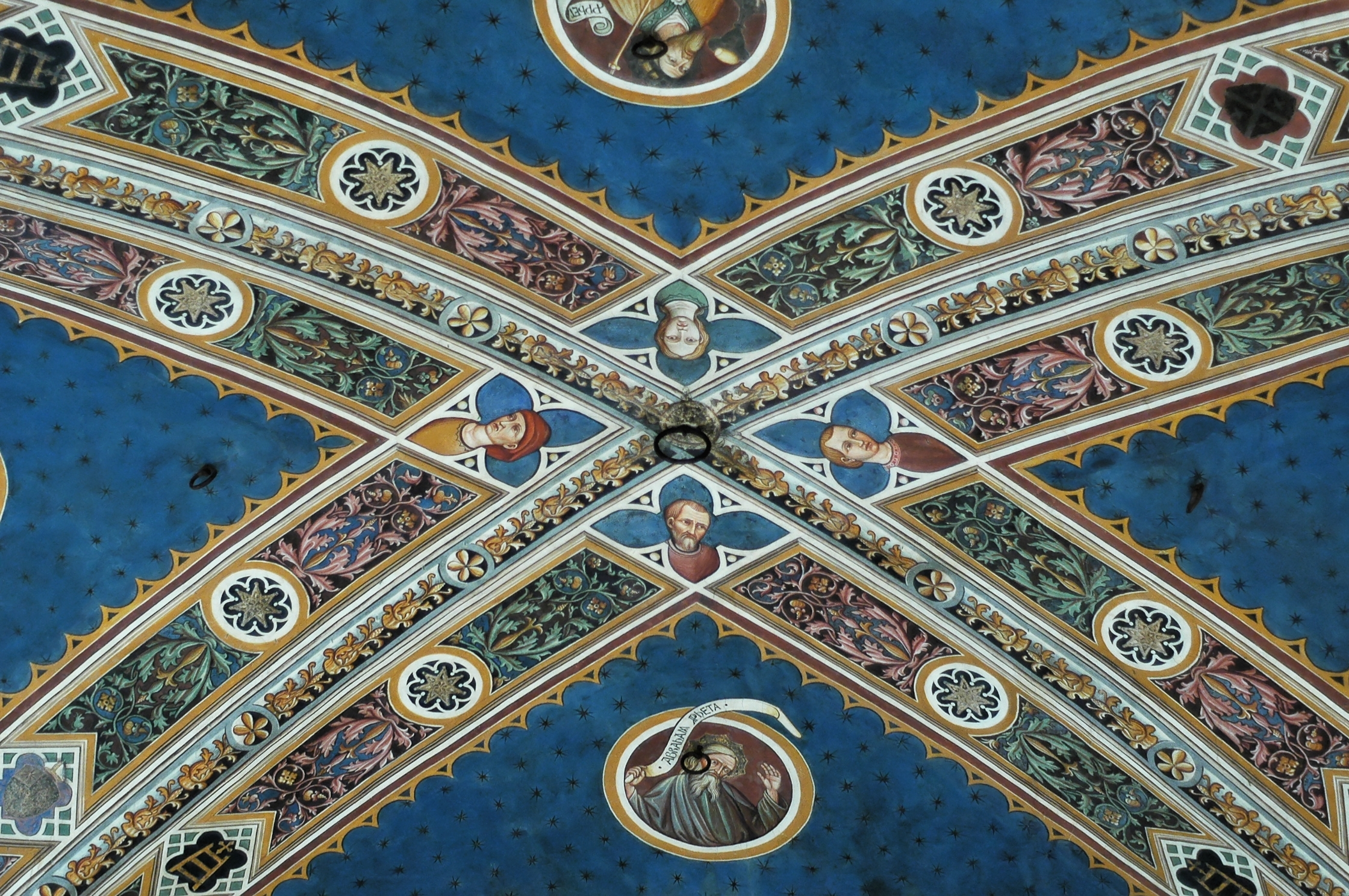
Роспись свода
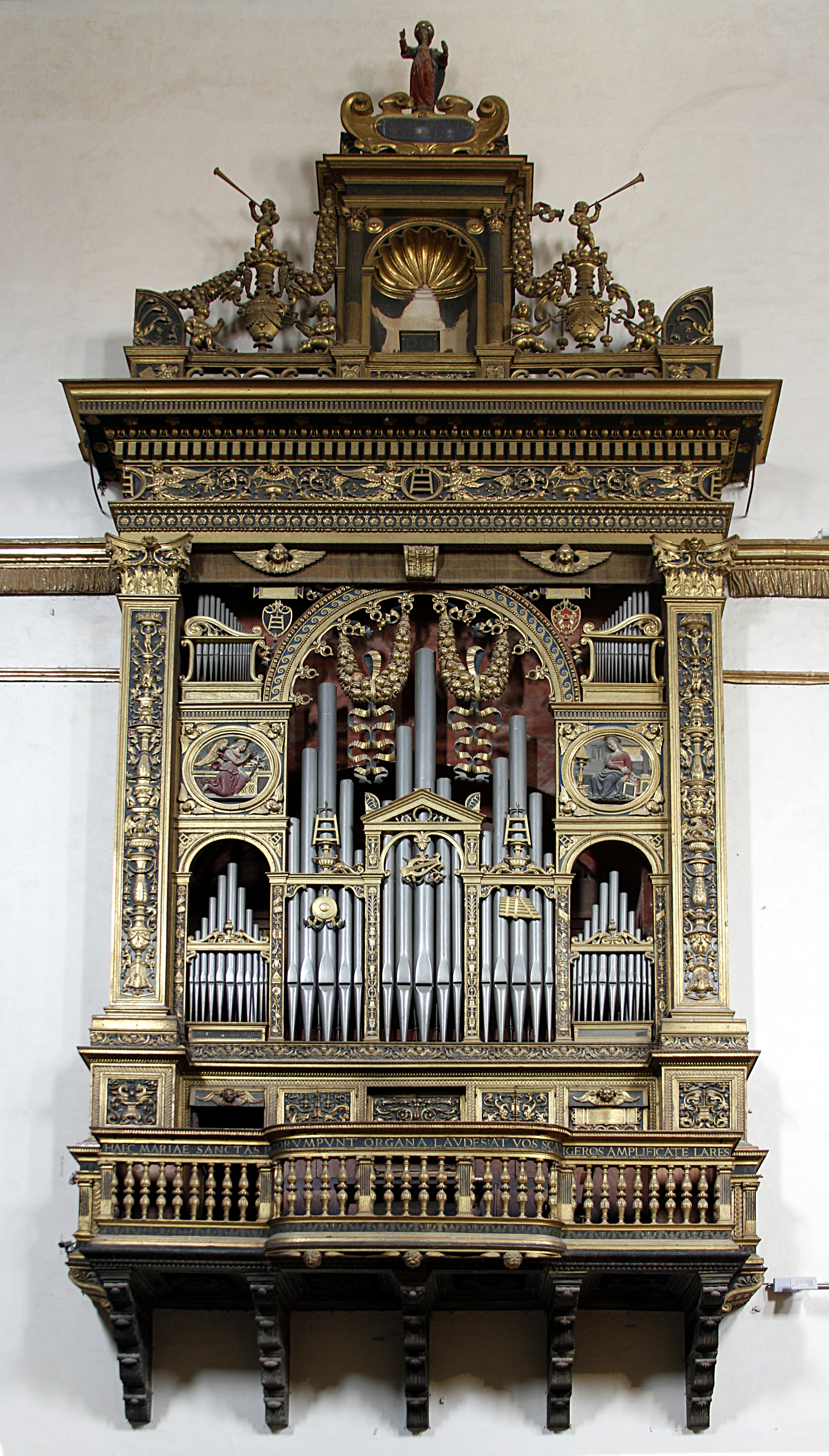
Орган церкви Сантиссима Аннунциата

## Фрески
Фрески на левой от входа стене иллюстрируют легендарные эпизоды истории больницы:
- Лоренцо Веккьетта. История Блаженного Сороре (1441);
- Доменико ди Бартоло. Закладка стен больницы (1442—1443);
- Приамо делла Кверча. Инвеститура ректора больницы (1442);
- Доменико ди Бартоло, Римский папа дарует больнице привилегии (1442)[15].

Правая от входа стена расписана фресками на сюжеты благотворительной деятельности больницы:
- Доменико ди Бартоло. Уход за больными (1440—1441);
- Доменико ди Бартоло. Раздача милостыни (1441)
- Доменико ди Бартоло. Бракосочетание воспитанниц (1441—1442)
- Доменико ди Бартоло. Ужин для нищих (1443—1444)[15]

В XVI веке были добавлены ещё две фрески:
- Пьетро д’Акилле Кроги и Джованни ди Раффаэле Навези. Выдача кормилицам платы зерном (1575—1577)
- Пьетро д’Акилле Кроги и Джованни ди Раффаэле Навези. Выдача кормилицам платы деньгами (1575—1577)[15]